# Jalu (határfolyó)
A Jalu (kínaiul 鴨綠江, pinyin átírással yālù jiāng, koreaiul 압록강 [Amnokkang avagy Amnok]) folyó Kína és Észak-Korea határán. Hossza mintegy 800 km, vízgyűjtő területe 40 ezer km². Az északkelet-kínai Csilin (Jilin) tartományban, a Csangpaj (Changbai) hegységben ered, és innen délnyugatra tart. A folyó nagy részre télen befagy, ilyenkor gyalogosan át lehet kelni rajta (amihez hatósági engedély kell).
 Vannak szakaszai, amelyek alacsony merülésű vízi járművekkel hajózhatók, de a folyó inkább csak faúsztatásra használható. A folyó hallal látja el a helyi lakosságot.
A kínai Tantung (Dandong) és az észak-koreai Sinidzsu közt ömlik a Koreai-öbölbe. Legfontosabb mellékfolyói a Cshangdzsin, a Hocshon és a Tokro.
Az észak-koreai Szuphung gát vízerőműve Észak-Korea és Kína számára termel elektromos áramot. Ennek kapacitása 7 millió kW. A gát földrajzi koordinátái: é. sz. 40,4616°, k. h. 124,9623°40.461600°N 124.962300°E

## Történelmi emlékek
Völgyében virágzott az ősi Kogurjo királyság, amely számos erődítményt épített a folyó mentén. A folyó mellett fekvő fővárosuk, a mai Csian (Ji'an) gazdag emlékeiben.

## Ütközőzóna
A folyó gyakran vált hadseregek közti választóvonallá. Mellette több csatát is vívtak.
Az egyik legnevezetesebb az első kínai–japán háború egyik csatája 1894-ben.
Az orosz–japán háborúban 1904. május 1-jén a Kuroki tábornok vezette átkelő japán hadsereg a folyóig foglalta el Koreát, és az itt vívott csatában legyőzte az oroszokat.
1950 elején Észak-Korea megtámadta Dél-Koreát, kirobbantva a hidegháború első komoly fegyveres konfliktusát. A déliekkel szövetséges amerikai hadsereg ellentámadása 1950 végére a Jalu folyó másik oldaláig vetette vissza az északiakat. Később a kínaiak segítségével Észak-Korea sikeres ellentámadást indított, és a régióban mindkét hadsereg rendkívül nagy veszteségeket szenvedett.